# ساندرا فابر
ساندرا فابر (انگلیسی: Sandra Faber؛ زادهٔ ۲۸ دسامبر ۱۹۴۴) یک دانشمند در زمینه اخترشناسی اهل ایالات متحده آمریکا است.
وی همچنین برنده جوایزی همچون نشان ملی علوم شده‌است.